# World Football Challenge de 2009
O World Football Challenge de 2009 foi um torneio de futebol amistoso realizado nos Estados Unidos. Iniciou-se no dia 19 de Julho e terminou no dia 26 de Julho. Teve como campeão o Chelsea, da Inglaterra.

## Equipes participantes
- América
- Chelsea
- Internazionale
- Milan

## Regras
O torneio não é eliminatório. No quadrangular, o vencedor ganha três pontos, o vencedor nos pênaltis, dois, e o perdedor nos pênaltis, um. Ganha-se 1 ponto extra a cada gol que o time marcar (Essa regra vale até 3 gols). Quem somar mais pontos ao final das três rodadas será o campeão. De acordo com o regulamento, se os dois primeiros colocados se enfretarem na última rodada (como foi o caso desta edição), o vencedor da partida é o campeão, não importa a pontuação.

## Classificação
| Pos. | Clube          | Pts | J | V | VP | DP | D | GP | GC | SG |
| ---- | -------------- | --- | - | - | -- | -- | - | -- | -- | -- |
| 1    | Chelsea        | 15  | 3 | 3 | 0  | 0  | 0 | 6  | 1  | +5 |
| 2    | América        | 8   | 3 | 1 | 1  | 0  | 1 | 3  | 4  | -1 |
| 3    | Internazionale | 7   | 3 | 1 | 0  | 1  | 1 | 3  | 3  | 0  |
| 4    | Milan          | 2   | 3 | 0 | 0  | 0  | 3 | 2  | 6  | -4 |

### Jogos
Todas as partidas seguem o fuso horário dos Estados Unidos.
| 19 de julho de 2009 | América   | 1 – 1     | Internazionale | Stanford Stadium, Palo Alto, California       |
| 19:00               | Silva 51' | Relatório | Córdoba 61'    | Público: 31,026 Árbitro: EUA Baldomero Toledo |

|                                      |     | Penalidades                                  |  |
| Chitiva Mosquera Silva Márquez Rojas | 5–4 | Balotelli Milito Ibrahimović Vieira Burdisso |  |

| 21 de julho de 2009 | Chelsea                        | 2 – 0     | Internazionale | Rose Bowl Stadium, Pasadena, California      |
| 23:00               | Drogba 11' · Lampard 50' (pen) | Relatório |                | Público: 81,224 Árbitro: EUA Ricardo Salazar |

| 22 de julho de 2009 | América                   | 2 – 1     | Milan       | Georgia Dome, Atlanta                  |
| 19:00               | Esqueda 56' · Márquez 84' | Relatório | Inzaghi 66' | Público: 53,600 Árbitro: EUA Alex Prus |

| 24 de julho de 2009 | Chelsea                 | 2 – 1     | Milan       | M&T Bank Stadium, Baltimore              |
| 20:00               | Drogba 7' · Zhirkov 69' | Relatório | Seedorf 38' | Público: 71,203 Árbitro: EUA Mark Geiger |

| 26 de julho de 2009 | Internazionale | 2 – 0     | Milan | Gillette Stadium, Foxborough, Massachusetts |
| 17:00               | Milito 4', 75' | Relatório |       | Público: 68,750 Árbitro: EUA Jorge González |

| 26 de julho de 2009 | Chelsea                    | 2 – 0     | América | Cowboys Stadium, Arlington, Texas |
| 19:00               | Di Santo 76' · Malouda 78' | Relatório |         | Público: 57,229                   |

## Artilharia
2 gols (2)
- Didier Drogba (Chelsea)
- Diego Milito (Internazionale)

1 gol (8)
- Iván Córdoba (Internazionale)
- Franco Di Santo (Chelsea)
- Enrique Esqueda (América)
- Filippo Inzaghi (Milan)
- Frank Lampard (Chelsea)
- Florent Malouda (Chelsea)
- Daniel Márquez (América)
- Clarence Seedorf (Milan)
- Juan Carlos Silva (América)
- Yuri Zhirkov (Chelsea)